# Efeito antiestufa

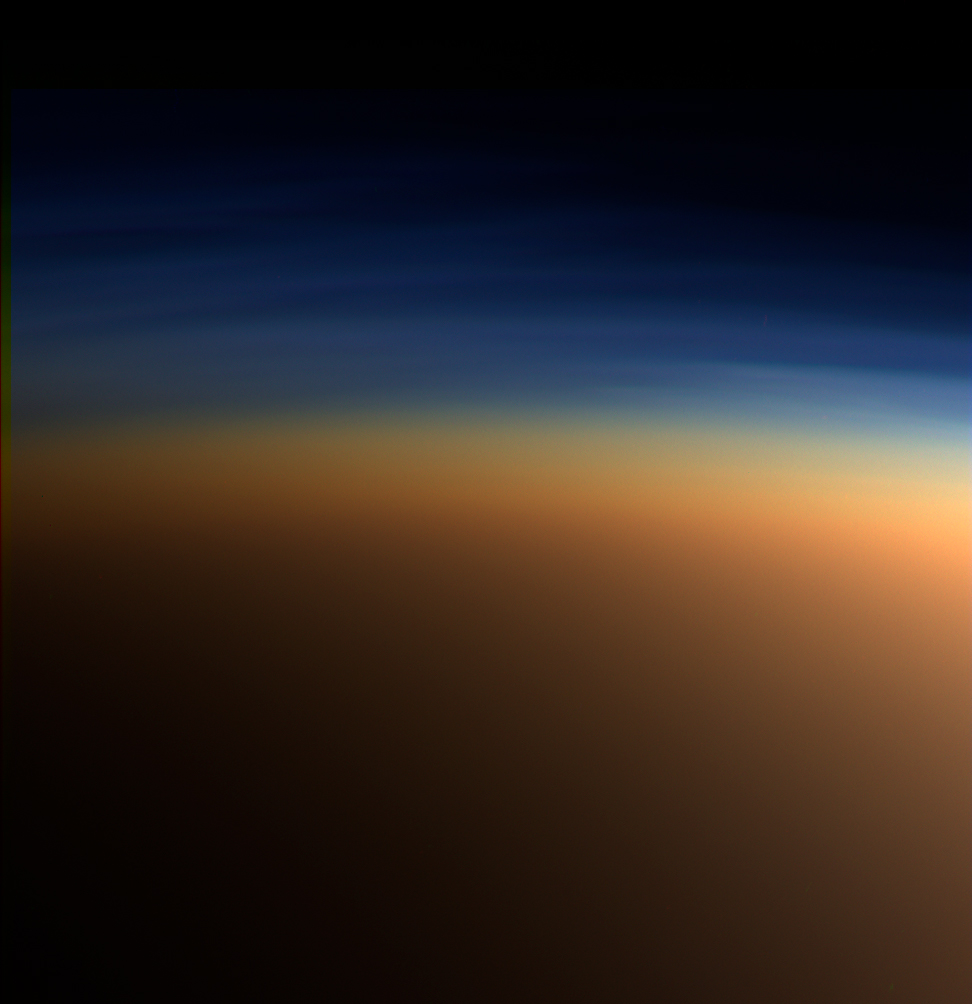
Efeito antiestufa na lua Titã

Efeito antiestufa é um neologismo usado para descrever dois efeitos diferentes que descrevem um efeito de resfriamento que a atmosfera exerce na temperatura ambiente de um corpo celeste. Ao contrário do efeito estufa, que é comum, sabe-se que o efeito antiestufa acontece em Titã, embora um mecanismo diferente, que não é um efeito antiestufa verdadeiro, acontece em Plutão. O efeito estufa convencional ocorre porque a atmosfera é bastante transparente à radiação solar, mas bastante opaca ao infravermelho. No efeito antiestufa, acontece o contrário.